# نظام‌الدین امامی
نظام‌الدین امامی خویی (۱۲۷۸–۱۳۴۹) اقتصاددان و متخصص مسایل نفت بود. او که یکی از نه فرزند میرزا یحیی امامی خویی بود به نمایندگی مجلس شورای ملی و کمیسری نفتی ایران در انگلستان رسید. وی همچنین مشاور حقوقی اولین هیئت اجرایی بانک توسعه صنعتی و معدنی ایران بود.

## خانواده
امامی با ملکه وثوق دختر حسن وثوق ازدواج کرد. حاصل آن دو دختر به نام‌های لیلا امامی و فریده امامی بوده‌است. فریده همسر حسنعلی منصور و لیلا امامی همسر مطلقه امیر عباس هویدا بوده‌است.